# اندیس تیغ نو آب ۱
تیغ نو آب ۱ یک اندیس فلزی است که در حوالی شهر مهرود استان خراسان قرار دارد و مادهٔ معدنی موجود در آن، مس است.سنگ میزبان این اندیس ماسه سنگ قرمز است و دیرینگی آن به دوران ائوسن می‌رسد. در این اندیس، پاراژنز‌های هماتیت ، کریزوکول ، کواتز ، ژیپس یافت می‌شوند.